# Resolução 478 do Conselho de Segurança das Nações Unidas
A Resolução 478 do Conselho de Segurança das Nações Unidas, de 20 de agosto de 1980, estabelece que a Lei Básica de Jerusalém, aprovada em 30 de julho de 1980 pelo parlamento israelense, é nula de efeitos, pois constitui uma clara oposição à Resolução 476 de 1980, do mesmo Conselho de Segurança. O texto da Resolução 478 diz, ainda, que a Lei de Jerusalém é uma violação do direito internacional e não poderia afetar a Quarta Convenção de Genebra de 1949. Na resolução, o Conselho convida os Estados-membros da ONU a retirar suas missões diplomáticas da Cidade Santa.
A maioria das embaixadas em Jerusalém já havia transferido suas instalações para Tel Aviv, antes mesmo da Resolução 478. Depois da retirada das embaixadas da Costa Rica e de El Salvador, em agosto 2006, nenhum país mantém embaixada em Jerusalém, embora as do Paraguai e da Bolívia estejam no conselho local de Mevaseret Zion, localidade que não chega a ser qualificada como cidade, e está situada a 10 km de Jerusalém.
A resolução foi aprovada por 14 votos a favor, nenhum contra, e uma abstenção (dos Estados Unidos).

## Posição dos Estados Unidos
Os Estados Unidos se abstiveram de votar a Resolução 476 do Conselho de Segurança das Nações Unidas e também a Resolução 478. Entretanto, em 1995, o congresso americano votou o Jerusalem Embassy Act, estabelecendo que Jerusalém deveria ser reconhecida como a capital do Estado de Israel, e que a embaixada dos Estados Unidos deveria ser instalada lá, até 31 de maio de 1999. Em 2003, o congresso reafirmou sua posição no Foreign Relations Authorization Act seção 214. Os sucessivos presidentes não aplicaram essas decisões, valendo-se das prerrogativas do executivo em matéria de relações exteriores. De fato, os Estados Unidos são obrigados a acatar as decisões do Conselho de Segurança, que têm força de tratados.
O presidente dos Estados Unidos, Donald Trump, no dia 6 de dezembro de 2017, anunciou o reconhecimento de Jerusalém como a capital de Israel. Trump ainda ordenou que o Departamento de Estado inicie a transferência da missão diplomática americana, localizada em Tel Aviv para Jerusalém. 